# ヴェステルフォールト
ウェステルフォールト（オランダ語: Westervoort [ˈʋɛstərvoːrt] ( 音声ファイル)）とは、オランダ東部にある基礎自治体（ヘメーンテ）である。

## 概要
町の境界にはライン川とアイセル川の二つの川が流れている。町は州都アーネムのベッドタウンであり、この町がアイセル川の東岸を占めているのに対してアーネムはその西側を占めている。

## 交通
2011年12月11日、ウェステルフォールト駅が再び開業した。これによって75年ぶりに市民は駅を再び利用できるようになった。駅に隣接して町内を巡るバスの乗り場が出来た。これらのバスはアーネムやダイフェン、ゼーフェナールと言った周辺自治体と直に連絡している。また、A12号線が町の北を走っており、ウェステルフォールトとダイフェンの境に出口が設置されている。町の南部にはハイッセンとの間を結ぶ航路が発着している。

## 著名人
- テオ・スネルデルス - サッカー選手
- エスミー・デンターズ - シンガーソングライター

## ギャラリー

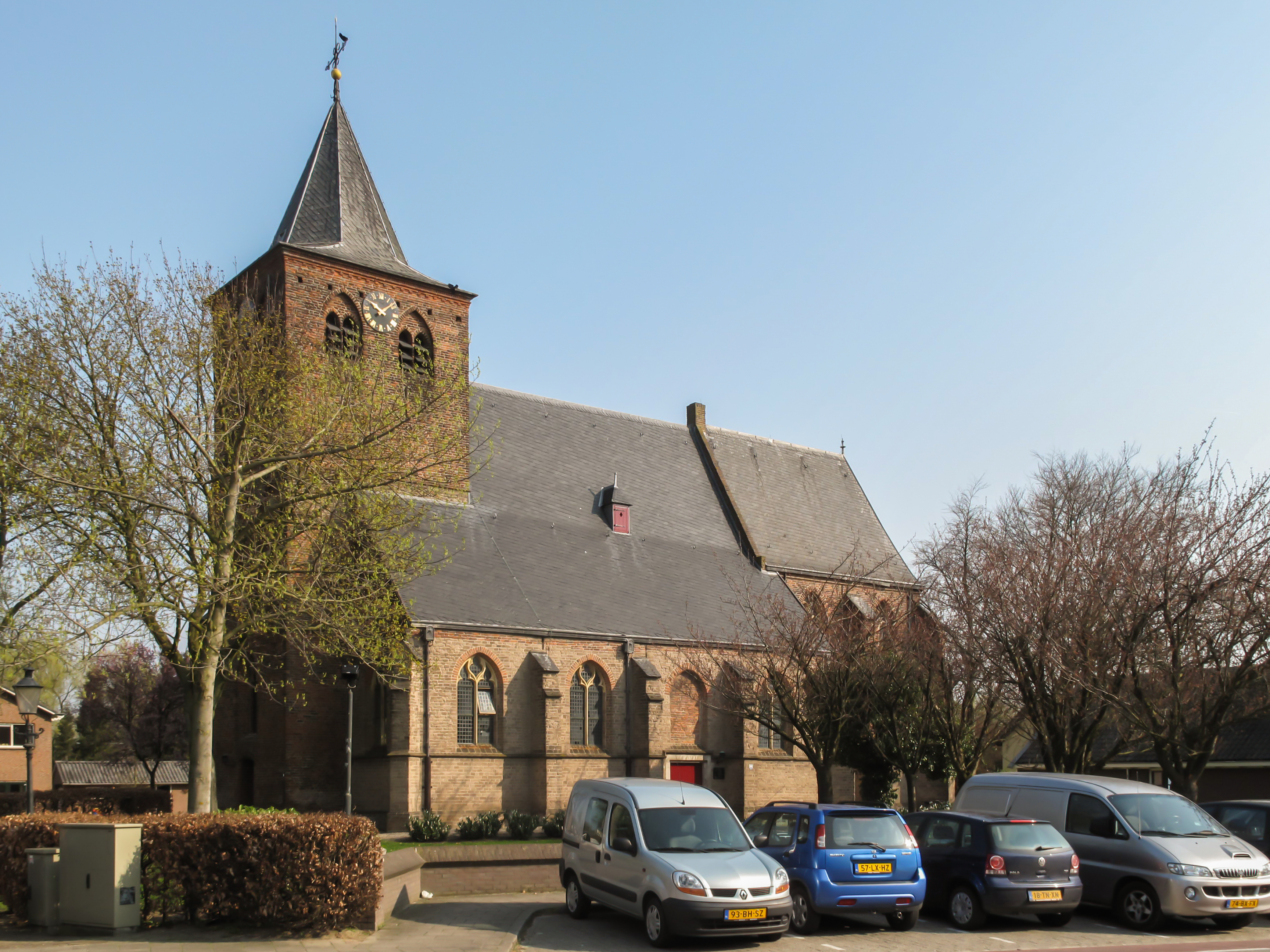
教会